# Alexandru Iliescu
Alexandru Iliescu sau Alexandru Penu (n. 1901, Oltenița – d. 23 august 1945) a fost un politician comunist român. Este tatăl lui Ion Iliescu. În 1930 Alexandru Iliescu a fugit în Rusia, unde a stat până în 1935-1936.
În 1931, la Gorikovo, lângă Moscova, la al V-lea Congres al Partidului Comunist din România (secția română a Kominternului), s-a adoptat următoarea rezoluție, redactată de maghiarul Béla Kun și semnată de Alexandru Iliescu (tatăl lui Ion Iliescu) care era secretar al CC al P.C.d.R.:
„România contemporană nu reprezintă prin sine o unire a tuturor românilor, ci este un stat tipic cu mai multe națiuni, creat pe baza sistemului prădalnic de la Versailles, pe baza ocupării unor teritorii străine și pe baza înrobirii unor popoare străine. Burghezia și moșierimea din România, înfăptuind propriile lor planuri imperialiste și îndeplinind, totodată, însărcinarea puterilor imperialiste din Europa de a crea la Nistru un avanpost contra URSS, au cucerit Basarabia, Transilvania, Bucovina și Banatul și supun unei asupriri naționale nemaipomenite și unei exploatări semicoloniale pe cei 8 milioane de moldoveni, unguri, ruși-ucraineni, bulgari, nemți, turci și alții.”—Biblioteca Academiei Române, Arhiva Istorică, Cota Ab XIII-3).
La întoarcerea în țară a fost condamnat la închisoare.